# Bruck am Ziller
Bruck am Ziller è un comune austriaco di 1 084 abitanti nel distretto di Schwaz, in Tirolo. Si trova nella Zillertal